# Fernando Barón y Martínez de Agulló
Fernando Barón y Martínez de Agulló, tercer conde de Colombí desde 1908 (La Coruña, 4 de junio de 1875 - Sevilla, 22 de mayo de 1929), fue un político y empresario español afiliado al Partido Conservador que desempeñó el cargo de alcalde de Sevilla en dos ocasiones, entre 1904 y 1906, sustituyendo a Joaquín Molero Palacios, también del partido conservador, y en 1907 siendo precedido en esta ocasión por Cayetano Luca de Tena y Álvarez Ossorio del Partido Liberal. Resultó asimismo electo como diputado a Cortes en seis ocasiones por Sevilla, en las elecciones del 21 de abril de 1907, 8 de marzo de 1914, 9 de abril de 1916, 24 de febrero de 1918, 19 de diciembre de 1920 y 29 de abril de 1923. Fue también director general de Correos y Telégrafos del estado.
El 13 de agosto de 1915 el Ayuntamiento de Sevilla acordó nombrarlo hijo adoptivo de la ciudad como reconocimiento a su proyecto de Reforma de Sevilla ante la Exposición Iberoamericana, muestra de su preocupación por el bienestar de los ciudadanos son las siguientes palabras que escribió ese mismo año: Que tengamos o no Exposición importa menos que la conservación de las vidas que se pierden indebidamente por falta de policía sanitaria y de higiene; importa la limpieza y el ornato públicos; las escuelas, el agua, el alcantarillada; importa vivir, y vivir sanos y limpios, que luego vendrán las fiestas y las galas por añadidura.
Entre 1922 y 1925 desempeñó el cargo de comisario regio, encargado de la organización de la Exposición Iberoamericana de Sevilla (1929), presentó una moción ese mismo año proponiendo la ampliación del certamen para dar cabida a Brasil y Portugal que fue aceptada.